# Chemsex

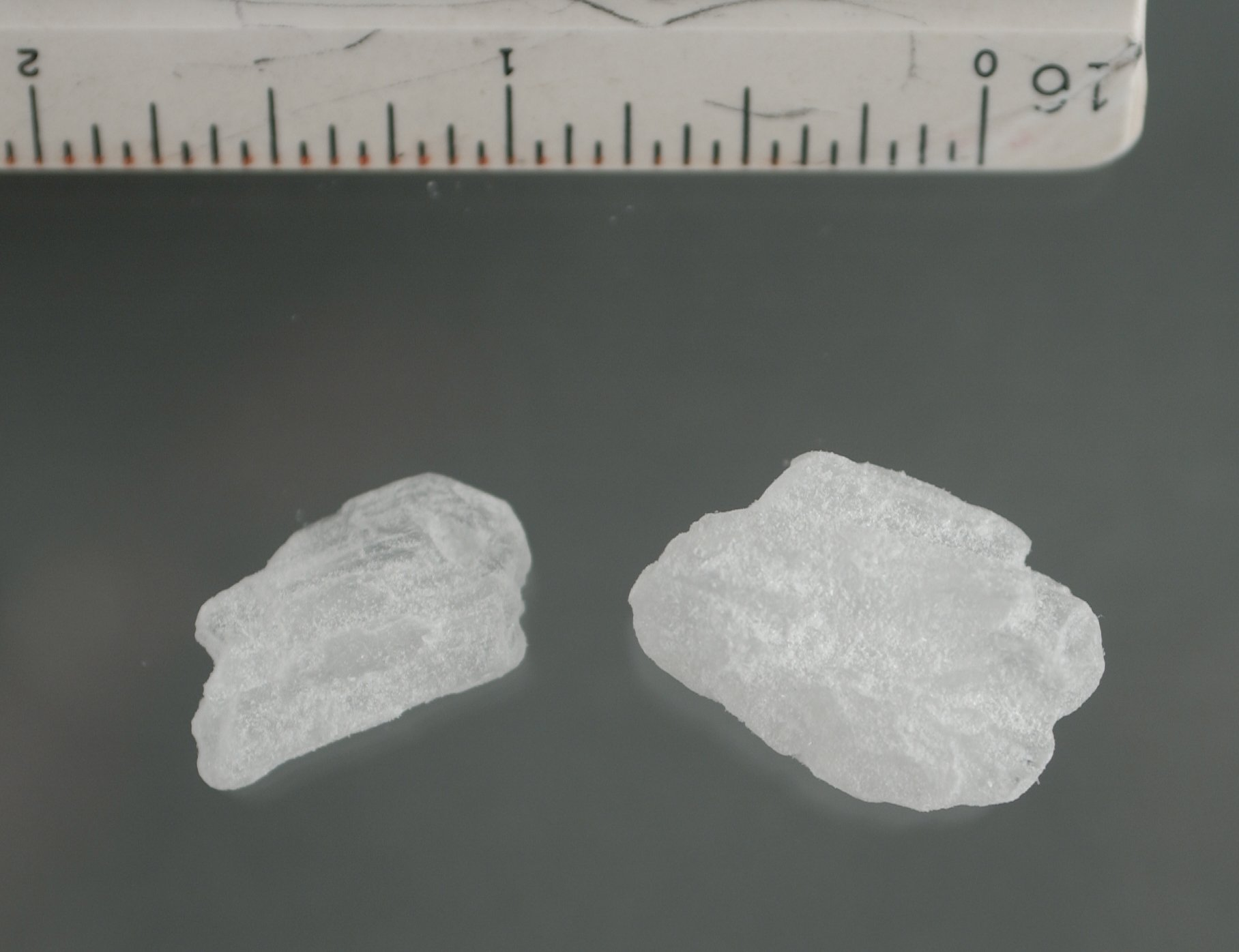
La metamfetamina és la droga més relacionada amb el chemsex.

Chemsex (de l'anglès Chemical sex, lit. ‘Sexe Químic’) és el nom que rep la pràctica de sexe, durant sessions de diverses hores, entre persones, en trobades de grups de múltiples individus i amb la participació del consum de diverses substàncies psicotròpiques no necessàriament legalitzades o emprades fora de la seva prescripció mèdica.
La droga més usada per a aquesta pràctica és la metamfetamina, coneguda també com a tina o T en anglès. També es consumeix altres drogues com la mefedrona, el GHB (àcid gamma-hidroxibutíric) i el GBL (gamma-butirolactona).